# 戈尔登·福勒顿
查尔斯·戈尔登·福勒顿（Charles Gordon Fullerton，1936年10月11日—）曾是一位美国国家航空航天局的宇航员，执行过STS-3以及STS-51-F任务。